# ブイキューブ
株式会社ブイキューブ（英: V-cube, Inc.）は、東京都に本社を置く、企業向けソフトウェアおよびサービスを開発・販売する会社。
映像技術を活用したビジュアルコミュニケーション事業を展開。

## 概要
1998年に間下直晃により設立。WEBソリューション事業からビジュアルコミュニケーション事業へ転換し、2008年よりWEB会議市場における国内シェアナンバーワンを獲得。
2013年、東証マザーズへ新規上場させ、2014年、東証一部へ市場変更させた。
主力製品はウェビナーシステムの「V-CUBE セミナー」や個室型ワークブース「テレキューブ」。